# Fernandezina tijuca
Espèce
Fernandezina tijuca est une espèce d'araignées aranéomorphes de la famille des Palpimanidae.

## Distribution
Cette espèce est endémique de l'État de Rio de Janeiro au Brésil,. Elle se rencontre à Rio de Janeiro, Casimiro de Abreu et Macaé.

## Description
Le mâle holotype mesure 2,4 mm. La femelle décrit par Castro, Baptista, Grismado et Ramírez en 2015 mesure 3,00 mm.

## Étymologie
Son nom d'espèce lui a été donné en référence au lieu de sa découverte, le parc national de la Tijuca.

## Publication originale
- Ramírez & Grismado, 1996 : A new Fernandezina from Brazil (Araneae, Palpimanidae). Iheringia, Série Zoologia, vol. 80, p. 117-119 (texte intégral).